# Мъждрян
Мъждрянът (Fraxinus ornus), наричан също бял ясен, е вид дребен ясен, много здраво дърво, използва се за направа на сапове за брадви, кирки и др. Има бели кичурести цветове.
Мъждрянът може да достигне височина 20 m и диаметър 60 cm, но по-често остава с по-малки размери.
Короната му е яйцевиднозакръглена и правилна. Кората е гладка и жълтеникаво-кафява. Пъпките са светло- или сиво-кафяви и покрити със сиви власинки. Листата са сложни, текоперести, дълги 15 – 20 cm. Те са съставени най-често от 5 до 7 листчета с удълженояйцевидна форма, дълги 5 – 6 cm и широки 2 – 4 cm. Периферията им е неравномерно назъбена, а основата им е ширококлиновидна или закръглена, често леко асиметрична. Отгоре са матово зелени, а отдолу по-светли, с ръждиви власинки по средната жилка и ъглите между жилките.
Цветовете са двуполови, кремавобели, с добре развита чашка и венче. Те са събрани в едри, гъсти метлици, които са разположени по върховете на клонките. Плодът е продълговато орехче, снабдено с крилатка. Ареалът на мъждряна обхваща Средна и Южна Европа, Мала Азия и Кавказ. В България се среща в цялата страна до 1200 m н.в. Това е най-широко разпространеният вид от този род в България. Расте както на богати и плодородни, така и на бедни и сухи почви. Изисква умерен климат и издържа успешно засушаванията. Участва в състава на смесените широколистни гори. Дървесината на мъждряна е тежка, жилава, здрава и намира широко приложение. Листата му се използват в народната медицина.

## Култивиране и употреба
Fraxinus ornus често се отглежда като декоративно растение в Европа северно от родния му ареал заради красивите му бели цветове, заради които дървото понякога се нарича и „бял ясен“. Някои култивирани екземпляри са присадени на подложки от Fraxinus excelsior, като често кората по линията на присаждането се променя много забележимо към напуканата кора на вида подложка.
От сока, изтичащ от кората на дървото, може да се получи захарен екстракт, който в късното Средновековие е сравняван с библейската манна небесна (засвидетелствано около 1400 г.), откъдето идва и наименованието на дървото на английски (manna ash), испански (fresno del maná) и италиански (frassino da manna). По подобен начин захарта маноза и захарният алкохол манит (манитол) получават имената си от екстракта.

## Галерия
- Кора
- Листа и плодове
- Цвят
- Есенна окраска